# Enzo Fernández
Enzo Jeremías Fernández (n. 17 ianuarie 2001, San Martín, Argentina) este un fotbalist profesionist argentinian care joacă ca mijlocaș central pentru Chelsea din Premier League și reprezintă echipa națională Argentinei.
Format la academia lui River Plate, Fernández și-a făcut debutul cu prima echipă în 2019, înainte de a petrece două sezoane cu Defensa y Justicia împrumutat. Acolo, s-a bucurat de o campanie de succes care a culminat cu câștigarea Copa Sudamericana și Recopa Sudamericana, înainte de a reveni la River Plate în 2021. După întoarcerea sa, Fernández a devenit un jucător de bază pentru River Plate în anii următori și a câștigat Prima Divizie a Argentinei. În iulie 2022, s-a alăturat echipei portugheze Benfica din Primeira Liga.
Fernández a reprezentat Argentina la nivelurile de tineret sub 18 ani, înainte de a-și face debutul internațional cu seniori în 2022.

## Carieră

### River Plate
Născut în San Martín, Argentina, Fernández a fost unul dintre cei cinci frați și a început să joace fotbal la vârsta de șase ani pentru echipa locală Club La Recova, înainte de a se alătura lui River Plate în 2006.   După treisprezece ani petrecuți progresând în rânduri, Fernández a fost promovat la prima echipă a clubului de către managerul Marcelo Gallardo pe 27 ianuarie 2019, într-o înfrângere de 3-1 pe teren propriu cu Patronato în Primera División, în ciuda faptului că a rămas pe bancă.  Și-a făcut debutul cu prima echipă pe 4 martie 2020, înlocuindu-l pe Santiago Sosa în minutul 75 al unei înfrângeri cu 3-0 cu LDU Quito în Copa Libertadores.  În săptămânile precedente, a marcat o dublă în victoria cu 6-1 împotriva lui Libertad, în patru meciuri de la Copa Libertadores sub-20 2020 din Paraguay. 

#### 2020–21: Împrumut la Defensa y Justicia
În ciuda faptului că a fost folosit sporadic, managerul lui Fernández l-a sfătuit să părăsească clubul împrumutat, pentru a-și continua dezvoltarea.  În august, Fernández a fost împrumutat unui alt club de top, Defensa y Justicia.   Și-a făcut debutul cu Halcón pe 18 septembrie sub mandatul antrenorului Hernán Crespo într-o victorie cu 3-0 împotriva lui Delfín în Copa Libertadores.   În ciuda faptului că inițial nu a fost un început, performanțele sale l-au impresionat pe managerul său și, în cele din urmă, și-a câștigat un loc în echipă, ajutând clubul să câștige Copa Sudamericana 2020, începând cu victoria cu 3-0 împotriva argentinienilor de la Lanús în finală, câștigând primul titlu al carierei. 
După ce a impresionat în timpul împrumutului, Fernández s-a întors la River Plate, în timpul sezonului, la cererea antrenorului Marcelo Gallardo, revenind pe 15 iulie 2021 în prima manșă a optimilor de finală din Copa Libertadores, în remiza de acasă cu scorul de 1-1 împotriva lui Argentinos Juniors.  A devenit imediat titular și, pe 14 august, a marcat primul său gol pentru club și a oferit un asist la victoria cu 2-0 împotriva lui Vélez Sarsfield în Primera División.  La 20 decembrie, a fost de acord cu o prelungire a contractului până în 2025.  După un început promițător în sezonul 2022, în care a marcat opt goluri și a oferit șase pase decisive în 19 meciuri, Fernández a fost desemnat cel mai bun fotbalist activ din Argentina, fiind cercetat ulterior de o serie de echipe europene consacrate.    

### Benfica
La 23 iunie 2022, River Plate a ajuns la un acord cu echipa portugheză Benfica din Primeira Liga pentru transferul lui Fernández pentru o sumă de 10 milioane de euro pentru 75% din drepturile sale economice plus 8 milioane de euro în suplimente, dar jucătorul rămânând la River Plate până la sfărșitul participări a clubului în Copa Libertadores.   După eliminarea lui River Plate în optimile de finală din Copa Libertadores, pe 14 iulie, Benfica a confirmat înțelegerea,  primind tricoul cu numărul 13, purtat anterior de legenda clubului Eusébio. 
Și-a făcut debutul pe 2 august, marcând primul său gol cu clubul, o jumătate din volei din afara suprafeței de pedeapsă, într-o victorie cu 4-1 pe teren propriu împotriva lui Midtjylland în prima manșă din turul trei preliminar al Ligii Campionilor UEFA 2022-23, înainte de a marca și în următoarele meciuri ale lui Benfica din Primeira Liga împotriva lui Arouca (4–0) și în manșa a doua din turul trei preliminar al Ligii Campionilor UEFA împotriva lui Midtjylland (3–1).  Performanțele sale impresionante au continuat de-a lungul lunii și după o serie de cinci victorii consecutive și trei partide fără gol primit, a fost numit Mijlocașul Lunii din Primeira Liga. 

## Carieră internațională
Pe 24 iulie 2019, Fernández a fost convocat de managerul sub 18 a Argentinei, Esteban Solari, pentru a-și reprezenta națiunea la Turneul COTIF din Spania 2019.   La 3 noiembrie 2021, a fost convocat de managerul echipei naționale a Argentinei, Lionel Scaloni, pentru două meciuri de calificare la Cupa Mondială FIFA 2022 împotriva Braziliei și Uruguayului.  Și-a făcut debutul cu naționala de seniori pe 24 septembrie 2022, înlocuind-ul în minutul 64 pe Leandro Paredes, într-o victorie cu 3-0 împotriva Hondurasului. 
Pe 11 noiembrie, a fost numit în lotul de 26 de oameni a Argentinei pentru Cupa Mondială FIFA 2022.  După ce a intrat în locul lui Guido Rodríguez în minutul 57, pe 26 noiembrie, Fernández a marcat primul său gol internațional, încheind victoria Argentinei cu 2-0 în faza grupelor împotriva Mexicului.  Cu această reușită, a devenit al doilea cel mai tânăr jucător (doar în urma lui Lionel Messi) care a marcat un gol la Cupa Mondială pentru Argentina la 21 de ani, zece luni și treisprezece zile. 

## Palmares
Defensa y Justicia
- Copa Sudamericana: 2020
- Recopa Sudamericana: 2021

River Plate
- Prima Divizie a Argentinei: 2021

Benfica
- Primeira Liga: 2022–23[24]

Chelsea
- UEFA Conference League: 2024–25[25]
- Finalist EFL Cup: 2023–24[26]

Argentina
- Campionatul Mondial de Fotbal: 2022[27]
- Copa América: 2024[28]

Individual
- Echipa sezonului CONMEBOL Copa Sudamericana : 2020
- Mijlocașul lunii în Primeira Liga : august 2022